# میثاق مدینه
میثاق مدینه (به عربی: صحیفة المدینة) توسط محمد در سال ۶۲۲ میلادی نوشته شد. این بیانیه به صورت رسمی روابط بین محمد و قبایل و خاندان‌های مهم یثرب (که بعدها مدینه نامیده شد)، که شامل مسلمانان، یهودیان و بت پرستان می‌شد را مشخص می‌کرد. هدف اصلی این سند پایان دادن به جنگ‌های خونریزی بود که بین اوس و خزرج و قبایل متحد با آنها در جریان بود. جهت انجام این کار، این سند با مشخص کردن حقوق و وظایف بین مسلمانان، یهودیان و بت پرستان، آنها به صورت یک امت واحد تعریف می‌کرد.
تاریخ دقیق مکتوب شدن موضوعی جدال آمیز بین محققان است؛ هرچند عموماً نظر بر این است که زمان اندکی پس از هجرت نوشته شده‌است. این قانون اساسی به صورت عملی اولین حکومت اسلامی را بنا نهاد. این سند مسائلی مانند امنیت جامعه، آزادی‌های مذهبی، نقش مدینه به عنوان حرم (ممنوع شدن خشونت)، امنیت زنان، روابط بین قبیله‌ای درون مدینه، سیستم مالیات جهت حمایت از جامعه در هنگام درگیری‌ها، شرایط برای تشکیل اتحادهای سیاسی با خارج، فرایندی برای اعطای حمایت از اشخاص، سیستم قضایی برای رفع اختلافات و موضوع پرداخت خون بها را تحت پوشش قرار می‌داد.

## پیش‌زمینه
یک هیئت که شامل دوازده تن از بزرگان خاندان‌های مهم مدینه بودند، از محمد دعوت نمودند تا به عنوان یک غریبه بیطرف، به داوری بین اهالی شهر مدینه بپردازد. ساکنان یثرب (عرب‌ها و یهودیان)، تا قبل از سال ۶۲۰ میلادی حدود صد سال درگیر جنگ‌های داخلی بودند و کشت و کشتارهای مکرر و عدم توافق در زمینه پرداخت خون‌بهای کشته‌شدگان، خصوصاً پس از جنگ بُعاث که تمامی قبایل یثرب در آن مشارکت داشتند، این امر را برای ایشان آشکار ساخته بود که مفاهیم قبیله‌ای مانند «چشم برای چشم» دیگر قابل اعمال نبوده مگر اینکه شخصی صلاحیت‌دار در موارد مورد اختلاف داوری کند. نمایندگان فرستاده شده از مدینه، از طرف خود و اهالی شهر یثرب متعهد شدند تا محمد را در جامعه خویش پذیرفته و از او در مقابل خطرات جانی، مانند خود، محافظت به عمل آورند.
جهت حل شکایت‌های طولانی مدت قبایل مختلف از هم، یکی از اولین کارهای محمد در مدینه مکتوب کردن سندی بود که به «قانون اساسی مدینه» شهرت یافت. این موافقت نامه، «شکلی از اتحاد یا فدراسیون» را بین هشت قبیله مدینه و مهاجرین مسلمان از مکه برقرار می‌کند که در آن حقوق و وظایف هر شهروند و نوع روابط بین گروه‌های مختلف (که شامل گروه مسلمانان و بقیه گروه‌ها خصوصاً یهودیان و بقیه اهل کتاب) مشخص شده بود. ساختار اجتماعی که در قانون اساسی مدینه تعریف شده بود، امت، ظاهری مذهبی داشت ولی ملاحظات عملی نیز در آن لحاظ شده بود و به صورت عمده‌ای قانون‌های قدیمی قبیله‌ای عرب‌ها را حفظ می‌کرد. این معاهده عملاً اولین حکومت اسلامی را تشکیل داد.